# 콜롬비아 여자 U-20 축구 국가대표팀
콜롬비아 여자 U-20 축구 국가대표팀은 콜롬비아를 대표하는 여자 U-20 축구 대표팀으로 콜롬비아 축구 연맹에서 운영한다.

## 국제 대회 경력

### FIFA U-20 여자 월드컵
U-20 여자 월드컵 본선에는 2번 출전하여 2번 모두 토너먼트에 진출하였고, 2010년 대한민국에 패해서 4위를 하였는데 그게 최고의 성적이다. 내년 자국에서 FIFA U-20 여자 월드컵을 개최한다.

## 역대 성적

### FIFA U-20 여자 월드컵
| 연도   | 결과      | 경기      | 승        | 무        | 패        | 득점      | 실점      |
| ------ | --------- | --------- | --------- | --------- | --------- | --------- | --------- |
| 2002년 | 불참      | 불참      | 불참      | 불참      | 불참      | 불참      | 불참      |
| 2004년 | 진출 실패 | 진출 실패 | 진출 실패 | 진출 실패 | 진출 실패 | 진출 실패 | 진출 실패 |
| 2006년 | 진출 실패 | 진출 실패 | 진출 실패 | 진출 실패 | 진출 실패 | 진출 실패 | 진출 실패 |
| 2008년 | 진출 실패 | 진출 실패 | 진출 실패 | 진출 실패 | 진출 실패 | 진출 실패 | 진출 실패 |
| 2010년 | 4위       | 6         | 2         | 1         | 3         | 7         | 6         |
| 2012년 | 진출 실패 | 진출 실패 | 진출 실패 | 진출 실패 | 진출 실패 | 진출 실패 | 진출 실패 |
| 2014년 | 진출 실패 | 진출 실패 | 진출 실패 | 진출 실패 | 진출 실패 | 진출 실패 | 진출 실패 |
| 2016년 | 진출 실패 | 진출 실패 | 진출 실패 | 진출 실패 | 진출 실패 | 진출 실패 | 진출 실패 |
| 2018년 | 진출 실패 | 진출 실패 | 진출 실패 | 진출 실패 | 진출 실패 | 진출 실패 | 진출 실패 |
| 2022년 | 8강       | 4         | 1         | 2         | 1         | 3         | 3         |
| 2024년 | 8강       | 5         | 4         | 1         | 0         | 7         | 2         |
| 합계   | 3/12      | 15        | 7         | 4         | 4         | 17        | 11        |